# Шоймі
Шоймі (рум. Șoimi) — село у повіті Біхор в Румунії. Адміністративний центр комуни Шоймі.
Село розташоване на відстані 397 км на північний захід від Бухареста, 45 км на південь від Ораді, 113 км на захід від Клуж-Напоки, 123 км на північний схід від Тімішоари.

## Населення
За даними перепису населення 2002 року у селі проживали 746 осіб.
Національний склад населення села:
| Національність | Кількість осіб | Відсоток |
| -------------- | -------------- | -------- |
| цигани         | 457            | 61,3%    |
| румуни         | 285            | 38,2%    |

Рідною мовою назвали:
| Мова      | Кількість осіб | Відсоток |
| --------- | -------------- | -------- |
| циганська | 457            | 61,3%    |
| румунська | 284            | 38,1%    |